# Sergej Ivanov (cykelrytter)
 Der er flere personer med dette navn, se Sergej Ivanov.
Sergej Valerjevitj Ivanov (russisk Сергей Валерьевич Иванов, født 5. marts 1975 i Tjeljabinsk) er en tidligere professionel russisk landevejscykelrytter.